# Extrémité C-terminale

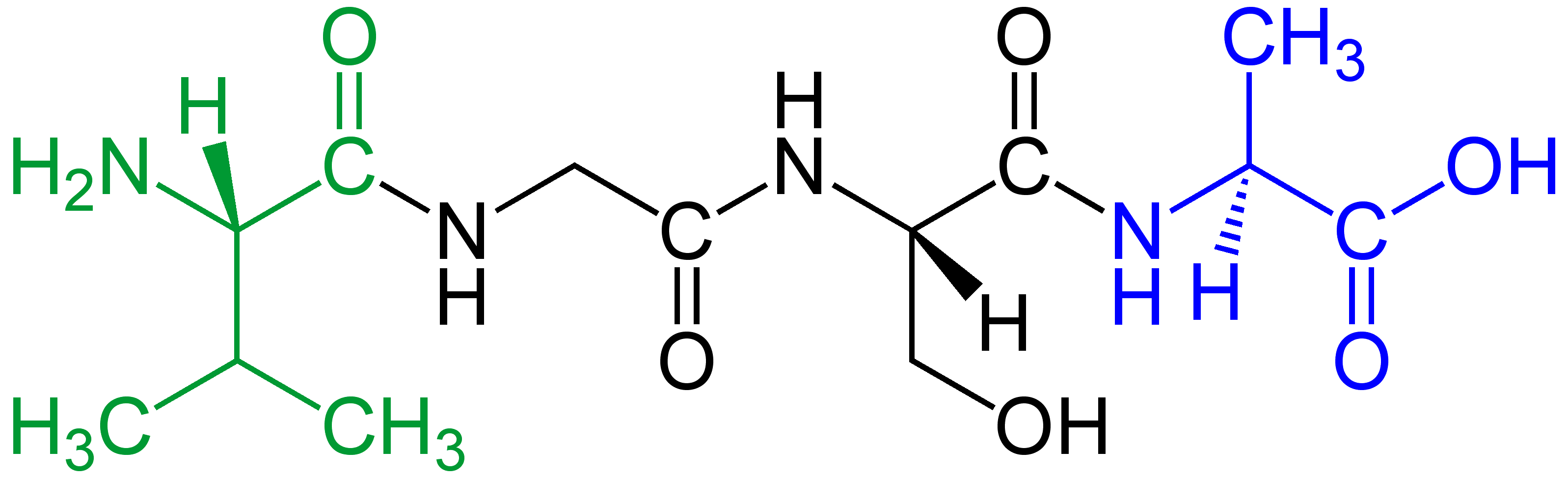
Structure d'un tétrapeptide (valine, glycine, sérine, alanine). L'extrémité C-terminale, à droite, est indiquée en bleu.

L'extrémité C-terminale, aussi appelée extrémité carboxy-terminale, extrémité COOH ou terminaison carboxyle, est l'une des deux extrémités d'une protéine ou d'un peptide qui sont des polymères linéaires. Elle se caractérise par la présence d'une fonction carboxyle (-COOH) portée par le dernier acide aminé de la chaîne, par opposition à l'autre extrémité, dite N-terminale, qui porte une fonction amine (-NH2). 
Les conventions d'écriture des séquences de peptides et de protéines placent l'extrémité C-terminale à la droite, la séquence étant écrite de gauche à droite, de l'extrémité N-terminale à l'extrémité C-terminale. Cette convention résulte du sens de biosynthèse des protéines par le ribosome, qui débute à l'extrémité N-terminale et se termine à l'extrémité C-terminale.